# 2896 Preiss
2896 Preiss (1931 RN) là một tiểu hành tinh vành đai chính được phát hiện ngày 15 tháng 9 năm 1931 bởi K. Reinmuth ở Heidelberg.